# Into the Light (film 1913)
Into the Light è un cortometraggio muto del 1913 diretto da George Nichols.

## Produzione
Il film fu prodotto dalla Lubin Manufacturing Company.

## Distribuzione
Distribuito dalla General Film Company, il film - un cortometraggio in una bobina - uscì nelle sale cinematografiche statunitensi il 12 agosto 1913.